# Maddalena Cettolin
Maddalena Cettolin (7 novembre 1992) è una calciatrice italiana, centrocampista svincolata.

## Palmarès
- Campionato italiano di Serie B: 1

Vittorio Veneto: 2014-2015